# 29-й армейский корпус (Российская империя)
29-й армейский корпус — общевойсковое соединение (армейский корпус) Русской императорской армии. Образован 26 сентября 1914 года.
Участие в боевых действиях
В июне 1915 г. корпус сражался во Втором Томашовском сражении. В начале июля 1915 г. участвовал в Грубешовском сражении. Корпус — участник Люблин-Холмского сражения 9 — 22 июля 1915 г. и Виленской операции в августе - сентябре 1915 г.
К 1918 году корпус входил в состав Румынского фронта.
В январе 1918 года корпус упразднён, а штаб и корпусные управления обращены на формирование 2-го Польского корпуса, составленного из полонизированных частей Румынского фронта.

## Командование корпуса

### Командиры
- 26.09.1914 — 16.09.1915 — генерал от инфантерии Зуев, Дмитрий Петрович
- 16.09.1915 — 15.04.1917 — генерал-лейтенант Лисовский, Николай Яковлевич
- 05.05.1917 — 19.01.1918 — генерал-лейтенант Михелис де Геннинг, Евгений Михайлович

### Инспекторы артиллерии
- 26.09.1914 — 28.11.1915 — и. д. генерал-майор Беляев, Сергей Тимофеевич
- 13.05.1916 — 09.05.1917 — и. д. генерал-майор Богданович, Иосиф Иванович
- 09.05.1917 — 13.01.1918 — и. д. генерал-майор Данилович, Николай Александрович